# Tatiana Zagorskaïa
Tatiana Zagorskaya (née le 7 janvier 1960 et morte le 19 novembre 2008) est une joueuse d'échecs soviétique et biélorusse, maître des sports de l'URSS.

## Vie privée
Tatiana Zagorskaïa est orpheline. Ses parents sont morts prématurément. Elle est mariée à Valery Vitovsky, elle a un fils, Alexander.

## Palmarès en championnat de Biélorussie d'échecs
Tatiana Zagorskaïa est l’une des joueuses d’échecs les plus fortes de Biélorussie dans les années 1980-1990.
Elle obtient son premier titre national en remportant le championnat de la RSS Biélorussie en 1982, à égalité de points avec E. E. Horovets. Elle remporte le titre l’année suivante, seule cette fois, et avec en plus 1,5 point d’avance sur sa première poursuivante. Une fois la Biélorussie devenue indépendante, le championnat de la RSS de Biélorussie devient le championnat de la Biélorussie indépendante. Tatiana Zagorskaïa y participe à plusieurs reprises et le gagne en 1992, 1994 et 1996.

## Parcours avec l’équipe nationale de Biélorussie

### Parcours avec la RSS de Biélorussie
Tatiana Zagorskaïa participe au championnat d’URSS d’échecs par équipe en 1981, ainsi qu’à la spartakiade des peuples de l’URSS en 1983 et 1991.

### Parcours depuis l’indépendance de la Biélorussie
En 1992, Tatiana Zagorskaïa participe au championnat d’Europe des nations, qui se joue par équipes. Elle participe aussi à quatre olympiades d’échecs avec l’équipe nationale de Biélorussie, en 1994, 1996, 1998 et 2000.

## Mémorial Zagorskaïa
Depuis 2009, le mémorial Zagorskaya est un tournoi qui se joue à Minsk en son honneur,,.

## Principaux résultats échiquéens
| Année | Ville    | Compétition                                                                                       | Victoires | Défaites | Matchs nuls | Résultat  | Classement |
| ----- | -------- | ------------------------------------------------------------------------------------------------- | --------- | -------- | ----------- | --------- | ---------- |
| 1981  | Moscou   | Championnat par équipes d'URSS (équipe nationale de la RSS de Biélorussie)                        |           |          |             |           |            |
| 1982  |          | Championnat de la RSS de Biélorussie                                                              |           |          |             |           | 1-2        |
| 1983  |          | Championnat de la RSS de Biélorussie                                                              |           |          |             |           | 1          |
|       | Moscou   | VIII Spartakiade des peuples de l'URSS (équipe nationale de la RSS de Biélorussie, 1er échiquier) | 2         | 4        | 2           | 3 sur 8   |            |
| 1991  | Azov     | X Spartakiade des Peuples de l'URSS (équipe féminine de la RSS de Biélorussie, 3e échiquier)      | 4         | 3        | 2           | 5 sur 9   |            |
| 1992  |          | Championnat de Biélorussie                                                                        |           |          |             |           | 1          |
|       | Debrecen | Championnat d'Europe par équipes (équipe nationale de Biélorussie)                                | 1         | 4        | 0           | 1 sur 5   |            |
| 1994  |          | Championnat de Biélorussie                                                                        |           |          |             |           | 1          |
|       | Moscou   | XVIe Olympiade (équipe nationale de Biélorussie)                                                  | 4         | 3        | 3           | 5½ sur 10 |            |
| 1996  |          | Championnat de Biélorussie                                                                        |           |          |             |           | 1          |
|       | Erevan   | XVIIe Olympiade (équipe nationale de Biélorussie)                                                 | 6         | 5        | 1           | 6½ sur 12 |            |
| 1998  | Elista   | XVIIIe Olympiade (équipe nationale de Biélorussie)                                                | 2         | 1        | 4           | 4 sur 7   |            |
| 2000  | Istanbul | XIX Olympiade (équipe nationale de Biélorussie)                                                   | 3         | 5        | 1           | 3½ sur 9  |            |
| 2002  |          | Championnat de Biélorussie                                                                        | 3         | 5        | 2           | 4 sur 10  | 8-9        |
| 2004  | Minsk    | Championnat de Biélorussie                                                                        | 2         | 6        | 3           | 3½ sur 11 | 9-10       |